# Gambusia dominicensis
Gambusia dominicensis är en fiskart i familjen levandefödande tandkarpar. Den förekommer naturligt i söt- och brackvatten på Haiti och Dominikanska republiken, men finns sedan 1980-talet dessutom inplanterad i Australien i ett försök att bekämpa myggor.

## Utseende
Arten är en liten men robust fisk. Honan kan bli 6 cm lång, men hanen blir sällan längre än 2,5 cm. Förutom genom storleken skiljs könen från varandra genom honans större buk, och genom att analfenan hos hanen är omvandlad till ett kanalförsett parningsorgan – ett så kallat gonopodium.

## Fortplantning
Hos Gambusia dominicensis sker fortplantningen genom inre befruktning, där hanens gonopodium används som parningsorgan. Arten är vivipar och honan föder sålunda levande ungar. Detta kan upprepas flera gånger utan mellanliggande parningar, eftersom honan som hos alla Gambusia kan spara livskraftig sperma i äggledarna genom så kallad förrådsbefruktning.